# Millstadt (Illinois)
Pour l’article homonyme, voir Millstadt Township.
Millstadt est une ville de l'Illinois dans le comté de Saint Clair aux États-Unis. 

## Culture locale et patrimoine

### Lieux et monuments
- Église Saint-Jacques datant de 1851.